# Ses Salines
Ses Salines, en catalan et officiellement (Las Salinas en castillan), est une commune d'Espagne de l'île de Majorque dans la communauté autonome des Îles Baléares. Elle est située au sud-est de l'île et fait partie de la comarque du Migjorn.

## Géographie

Localisation de l'île Majorque dans les Îles Baléares.
Localisation de Ses Salines dans l'île de Majorque.
Localisation de la comarque du Migjorn dans l'île de Majorque.

## Histoire
Le territoire de la commune était occupé dès l'Âge du fer comme l'atteste le site archéologique d'Es Antigors.
Ses Salines, qui faisait partie de la commune de Santanyí, a été élevée au rang de commune en 1930.

## Patrimoine
- Site archéologique du village talayotique d'Es Antigors.